# Schizoprymnus ungularis
Schizoprymnus ungularis är en stekelart som beskrevs av Sergey A. Belokobylskij 1994. Schizoprymnus ungularis ingår i släktet Schizoprymnus och familjen bracksteklar. Inga underarter finns listade i Catalogue of Life.